# Ajnala
Ajnala es una ciudad de la India en el distrito de Amritsar, estado de Punyab.

## Geografía
Se encuentra a una altitud de 226 m s. n. m. a 261 km de la capital estatal, Chandigarh, en la zona horaria UTC +5:30.

## Demografía
Según estimación 2010 contaba con una población de 21 106 habitantes.

#### Shaheedan da Khu

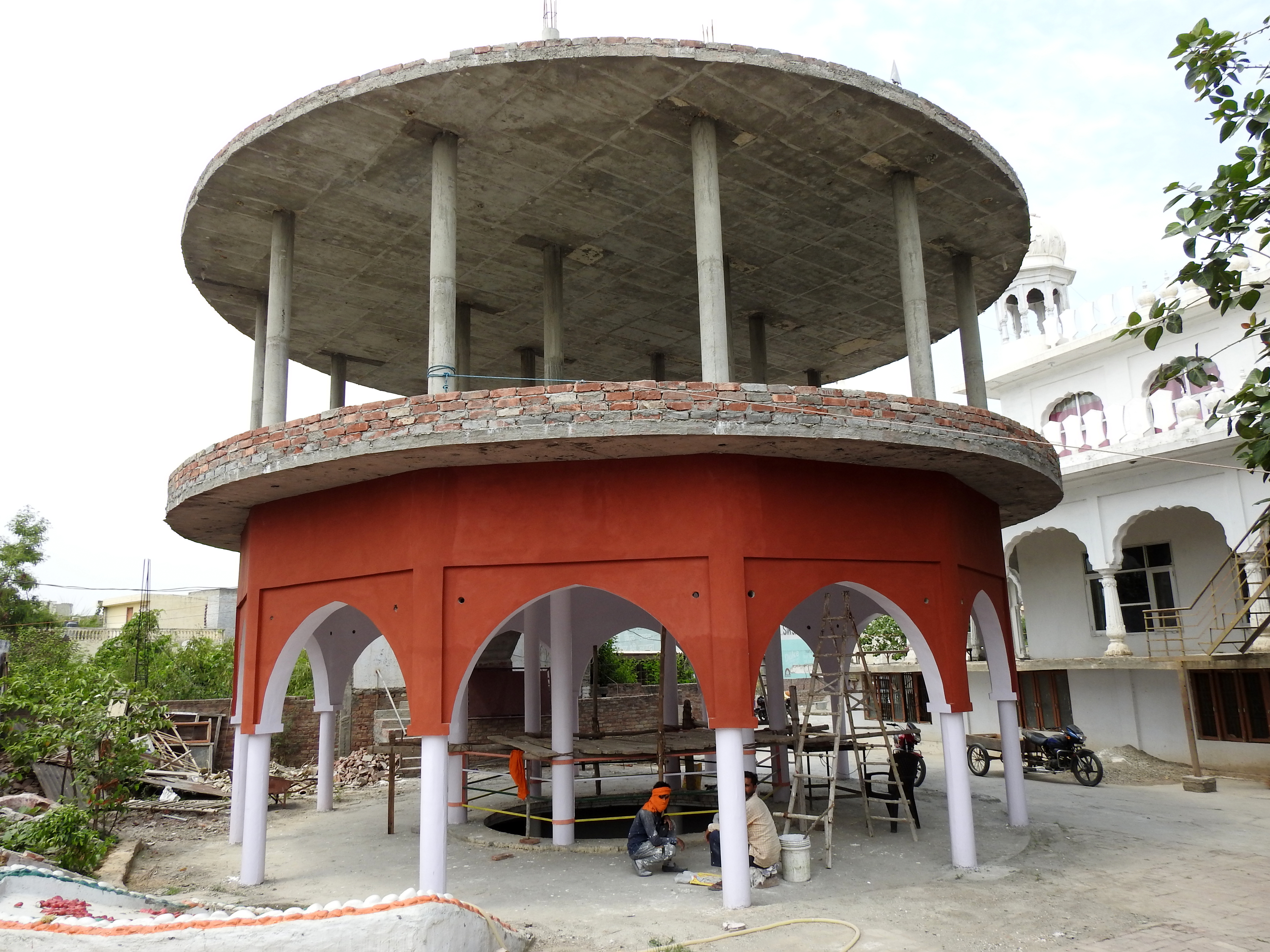
Memorial of Kalianwala Khu ( Black well) or Shaheedan da Khu under construction
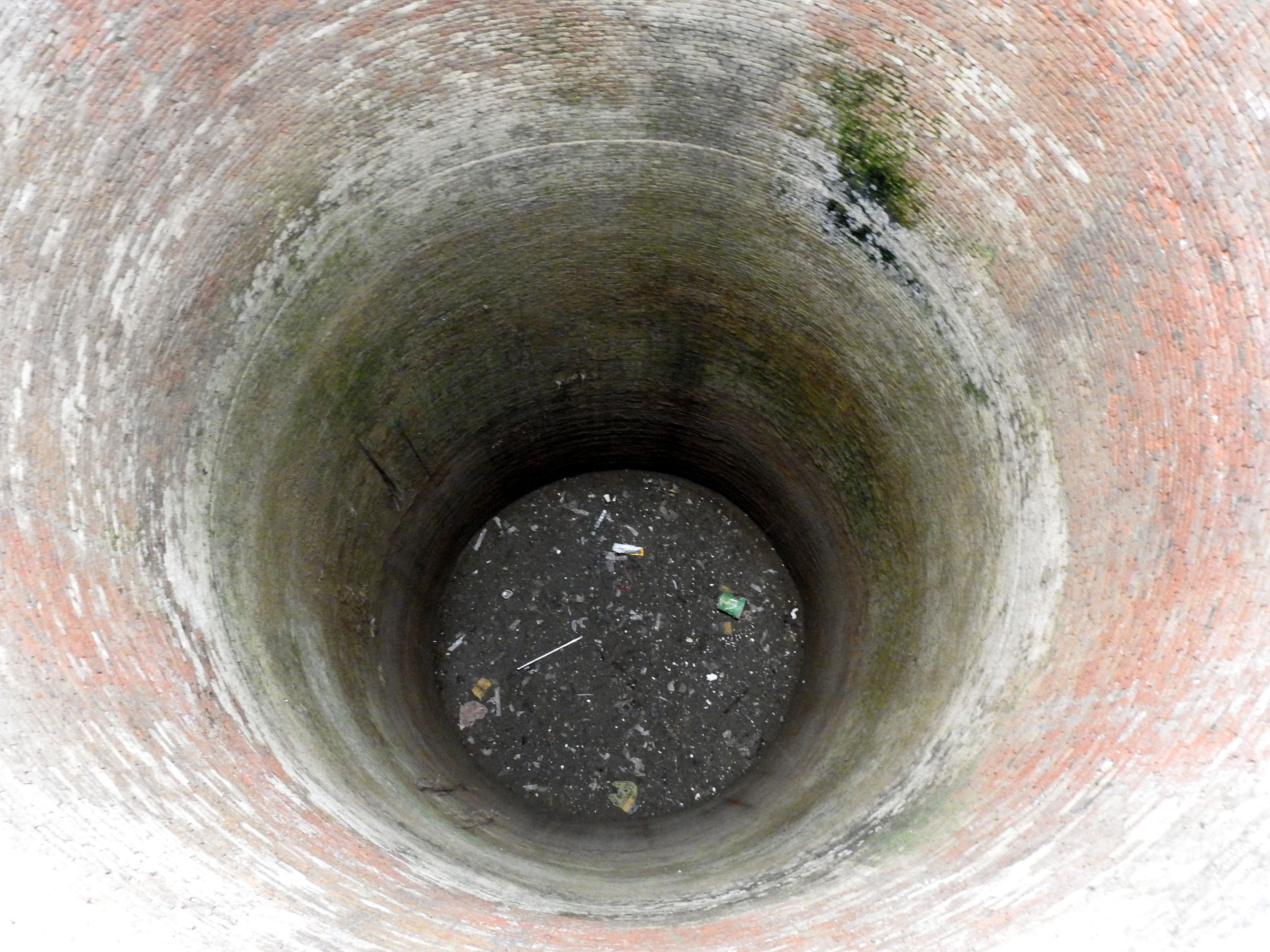
Kalianwala Khu ( Black well) or Shaheedan da Khu ,Ajnala

#### Old Tehsil, Ajnala
Old Tehsil, Ajnala is part of List of State Protected Monuments in Punjab, India and at S-PB-4.

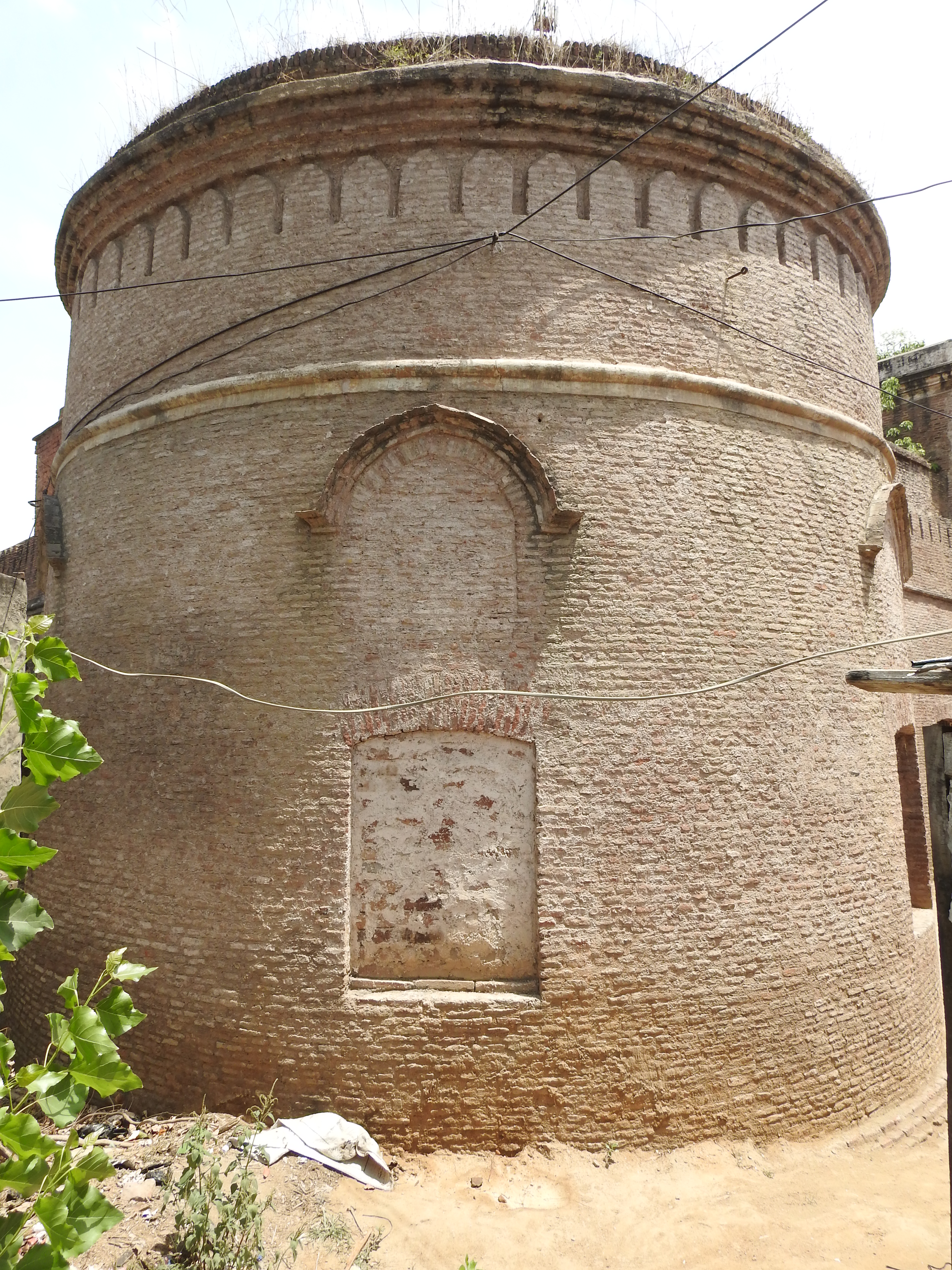
Piller from entrance
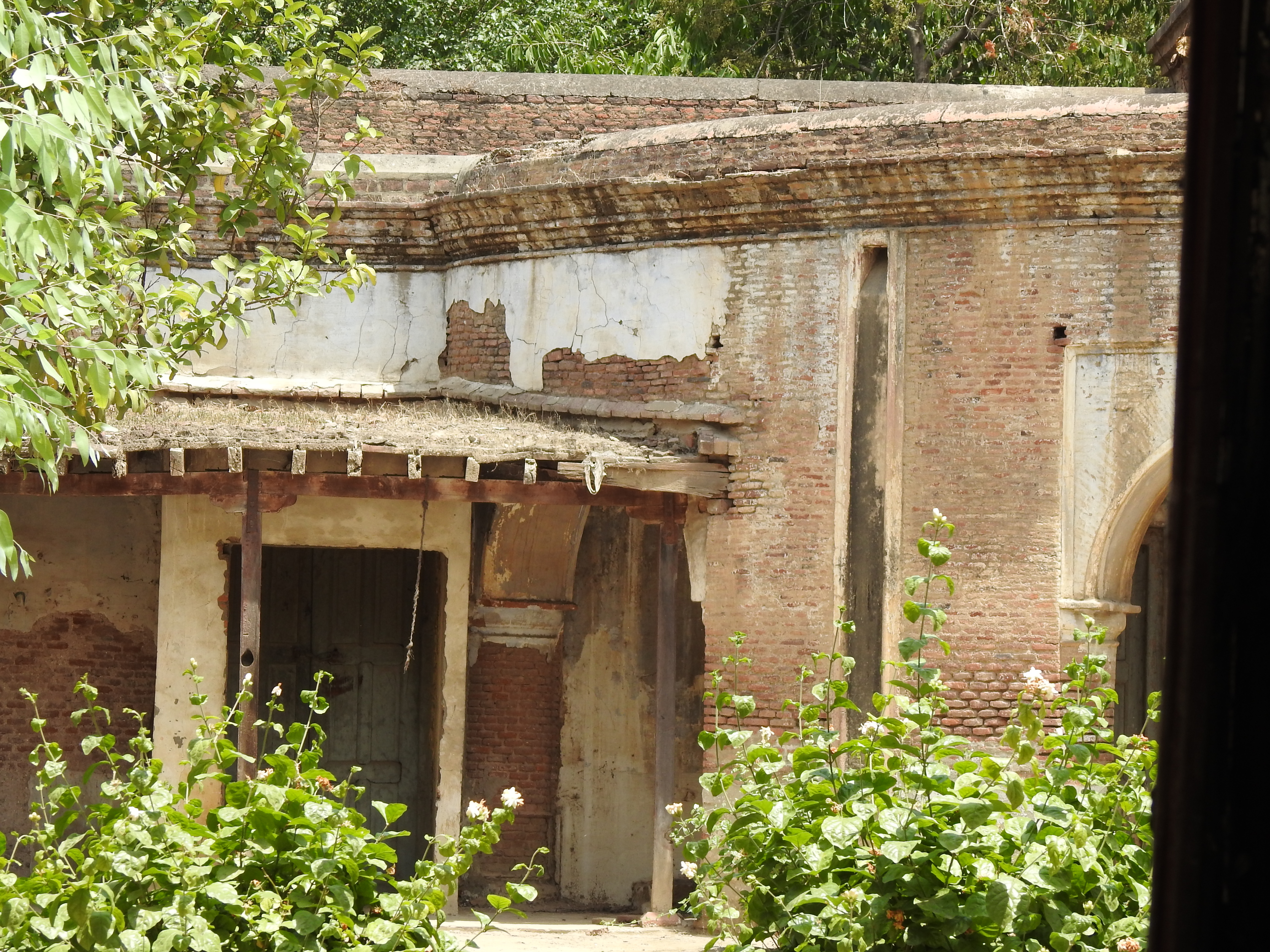
inner view
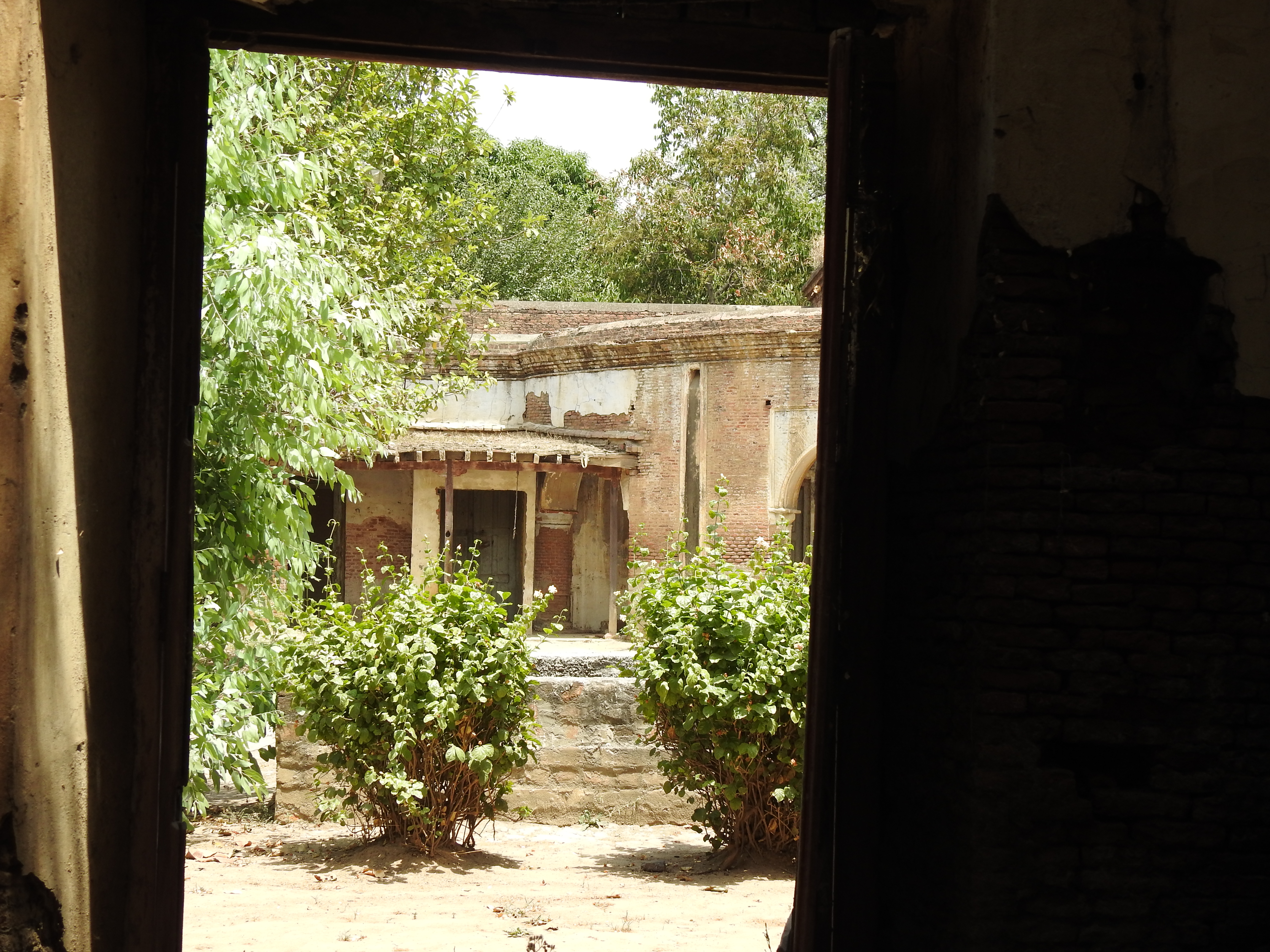
inner view
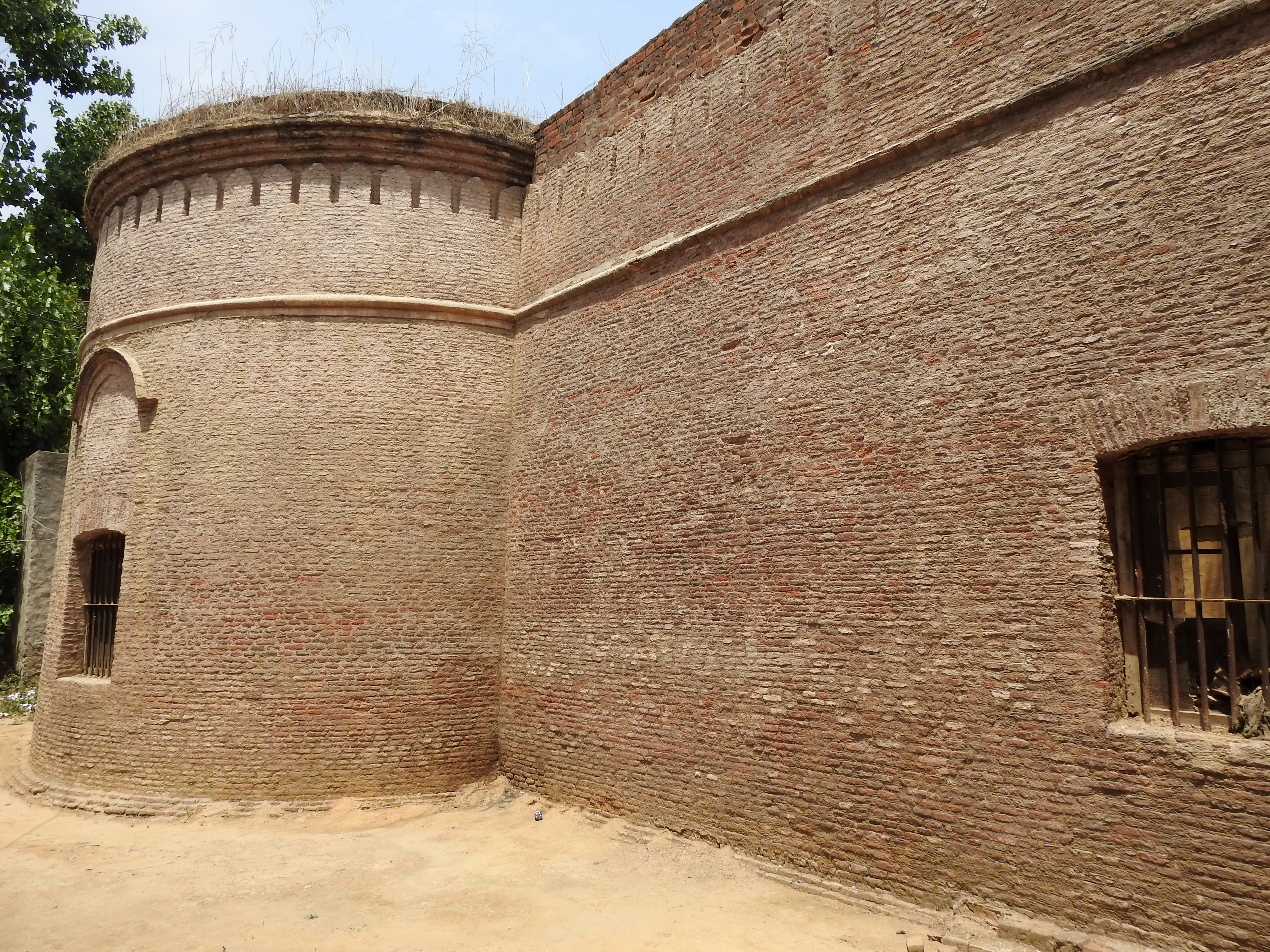
Piller and main boundry wall from entrance
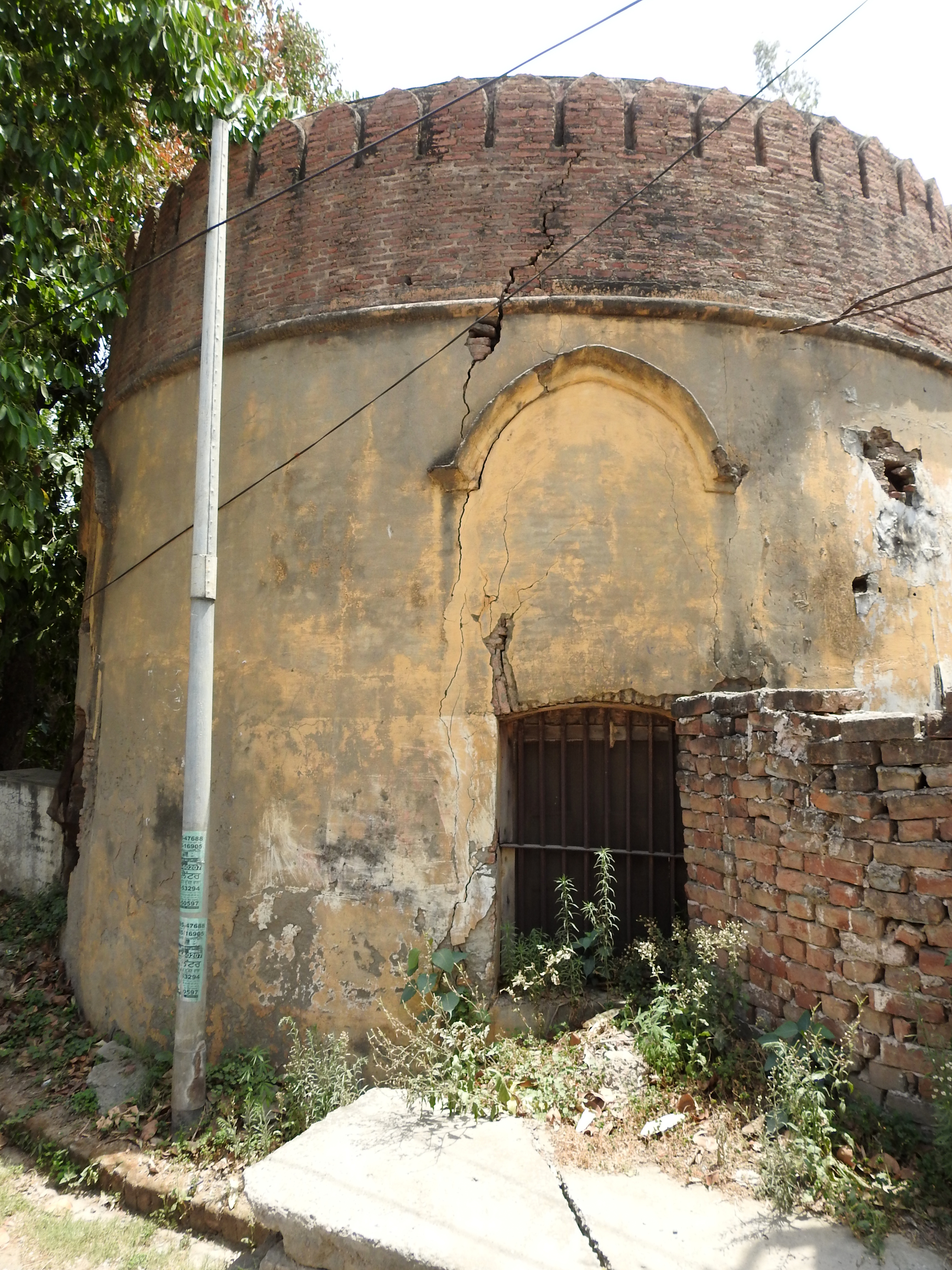
outer left piller from main enterance
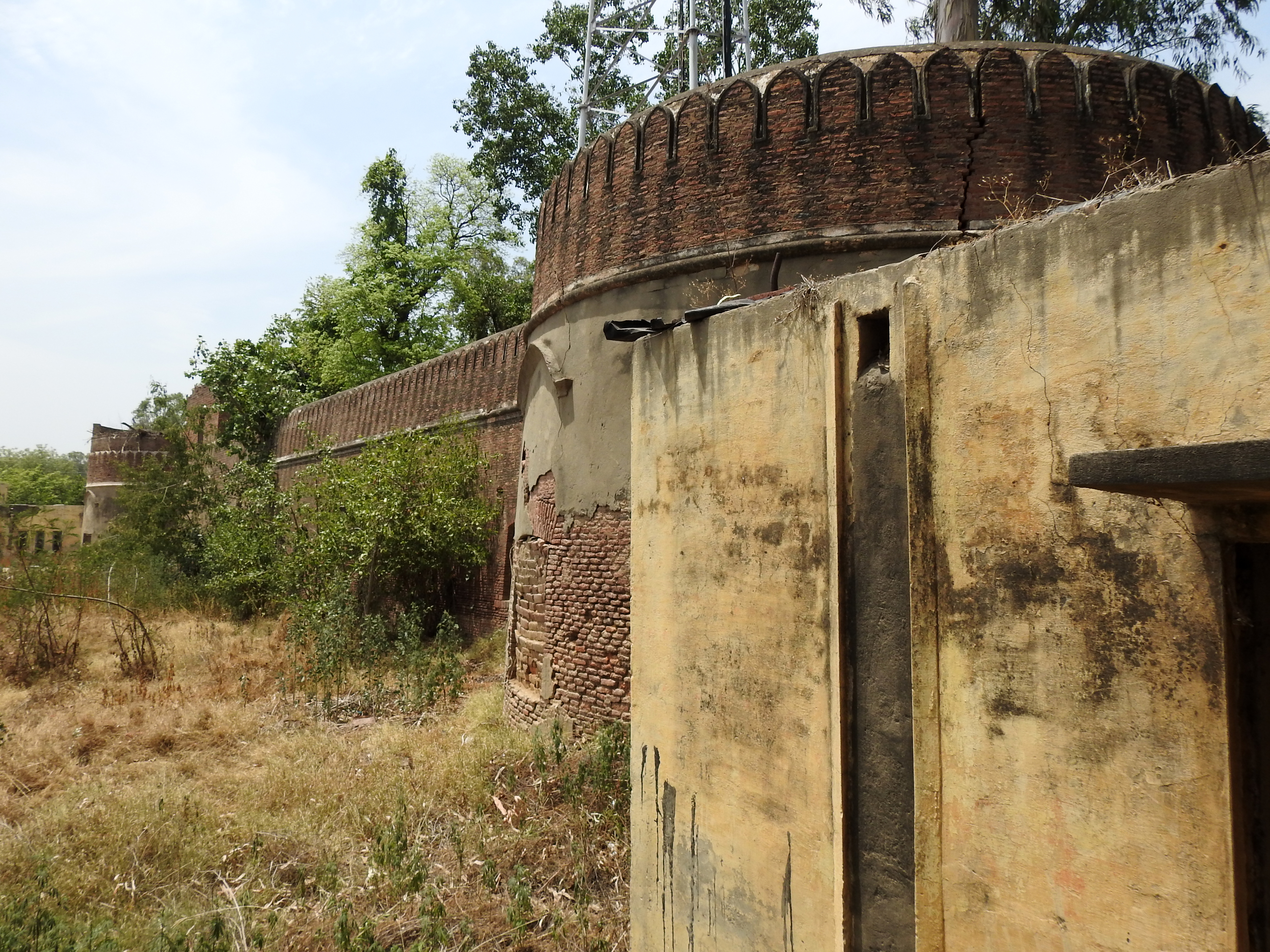
outer piller and boundry wall